# 신보성역
신보성역(Sinboseong Station, 新寶城驛)은 전라남도 보성군 보성읍 우산리에 위치한 목포보성선과 보성연결선의  철도역이다. 2025년 9월 27일에 영업 개시 예정이다.
경전선 전선 복선전철화에 맞춰 보성역의 역기능은 당역으로 전면 이전할 예정이다.

## 연혁
- 2025년 5월 12일 : 역명 확정[1]
- 2025년 9월 27일 : 영업 개시 예정